# Daniel Majstorović
Daniel Majstorović - em sérvio, Данијел Мајсторовић (Malmö, 5 de abril de 1977) - é um futebolista sueco de origens sérvias que atua como zagueiro. Atualmente, joga pelo AIK Fotboll.
Majstorović é um dos vários atletas suecos com raízes na antiga Iugoslávia: sua cidade-natal, Malmö, é repleta de colônias de imigrantes e de lá saíram Zlatan Ibrahimović (de sangue bosníaco e croata) e Yksel Osmanovski (origem macedônia). A Suécia também já contou com Teddy Lučić (origens croatas) e Rade Prica (sérvias).

## Títulos
Malmö FF
- Campeonato Sueco de Futebol: 2004.